# Клантон (Алабама)
Клантон (англ. Clanton) — город в США, административный центр округа Чилтон штата Алабама.

## География
Расположен в центральной Алабаме, недалеко от реки Куса, примерно в 45 милях (70 км) к северо-западу от Монтгомери. 

## История
Первоначально называвшийся Гуз-Понд, город был основан в 1870 году и переименован в честь Джеймса Х. Клантона, генерала Конфедерации во время Гражданской войны в США. Выращивание персиков является основным видом экономической деятельности района, а в июне проводится фестиваль персиков. Клантон является базой для спортивной рыбалки на реке Куса и на озёрах, созданных плотинами Лэй и Митчелл. В городе находится Уотер-Корс, центр экологического образования. Мемориальный парк Конфедерации, на месте единственного в Алабаме дома ветеранов Конфедерации (1902—1939), находится примерно в 10 милях (16 км) к юго-востоку. Инкорпорирован в 1873. Население (2000) 7800; (2010) 8 619.
| 1890 | 2010  | 2020  |
| ---- | ----- | ----- |
| 623  | ↗8619 | ↗8768 |